# 蔡榮祖
蔡榮祖（英文名：Joe Tsoi，1969年9月28日—），新加坡男歌手、主持人、藝人，香港出生、新加坡長大，在台灣、香港、新加坡等許多地方工作過。初期以歌手身分出道，目前重心在廣播主持與活動主持。

## 唱片作品
- 1989年《腳踏車少年》（首張專輯）(巨石音樂)
- 1990年《連夢也沒有》(巨石音樂)
- 1992年《這裡有愛等我回來》(巨石音樂)
- 1993年《你是否記得我》(巨石音樂)
- 1994年《久久才見到你的好》(巨石音樂)
- 1995年《忽略》(巨石音樂)

蔡榮祖1989年－1995年與巨石音樂簽約

## 經歷
- 北京玲瓏塔2011十大腕表頒獎禮
- 雪碧2011原创音乐颁奖礼
- 弹唱人制作室「新谣三十演唱会」
- 萬寶龍北京新天地店開幕
- 萬寶龍上海店開幕
- 歷峰集團大中華地區2012年會
- 可口可樂 @ 北京奥运倒数100天
- Harry Winston北京新天地旗舰馆開幕暨尊享晚宴
- 歷峰集團大中華地區2013年會
- GAP海港城旗艦店開幕
- 麗的呼聲開台儀式
- 弹唱人制作室「明天31新謠演唱會」
- 宜蘭縣政府2014跨年晚會主持
- 丁噹「真愛好難得」旗艦版演唱會簽唱&簽票會
- 靈魂家家「為你的寂寞唱歌」專輯簽唱&簽票會
- 歷峰集團大中華地區2014年會
- 孫盛希《Girls 孫盛希1st創作專輯》發片慶功記者會
- 第25屆金曲獎頒獎典禮現場串場主持
- 弹唱人制作室「明天32新謠演唱會」
- 新加坡电台 LOVE972最愛頻道 玉建蔡煌崇 DJ

## 電視經歷

### 主持作品
1997	
- 衛普電腦台《來來玩網》主持人
- GTV28《娱乐百分百》主持人

1998	
- 華人音樂台《阿祖音乐报告》主持人
- 台灣電視公司《跨世紀的驕傲》主持人
- 傳訊電視大地頻道《主流音樂通》主持人

1999	        
- TVBS-G《金曲獎系列報導》、《亚洲转转唱》、《娱乐新闻》主持人

2004 - 2005	
- 台灣宏觀電視粵語新聞主播

2006 – 2010    
- TVB8《認真八卦》、《食神探路之玩味雙城》、《時尚進行式》、《明星私遊記》、《發夢王》、《娛樂最前線》、《愛霞想》主持人

2010 – 2011	
TVB Australia每日新聞編譯播報

### 演出作品
- 2007年：《同事三分親》飾 條氣順（第137集）

## 廣播經歷
1996-1999
中廣流行網《晨光序曲》、《美的世界》
1999
飛碟電台《勁碟爆唱 Super Live》
2000
飛碟電台《今晚我陪你》
2002-2005		
中廣音樂網《音樂特快車》
2003-2005		
中廣音樂網《愛上網》
2013
台北之音《Hit News》
2014～2023
HitFM聯播網《夠DJ》
2014
HitFM聯播網宜蘭中山廣播電台《賴床DJ》早上 9 ～ 中午 12
2018
HitFm聯播網星期二《早鳥特區》清晨 4 ～ 早上 7
2023 - 2024
97.2最愛頻道《早安！玉建蔡煌崇》早上 6 ～ 早上 11
2024 
97.2最愛頻道《蔡蔡郭》早上 11 ~ 下午 2

## 舞台劇經歷
1999-2000
果陀劇場《淡水小鎮》（千禧年版）飾陳少威
2003
果陀劇場《情盡夜上海》飾夏景濃

## 外部連結
蔡榮祖-Joe-Tsoi的Facebook專頁